# Monachosorum
Monachosorum, rod papratnjača iz porodice Dennstaedtiaceae, koja čini dio reda osladolike. Postoje četiri vrste i dva hibrida. Rod je raširen po Himalaji, Yunnanu, Honshuu, Tajvanu, Filipinima, Borneu i Novoj Gvineji.) 
Oba hibrida su iz Japana.

## Vrste
1. Monachosorum henryi Christ
2. Monachosorum maximowiczii (Baker) Hayata
3. Monachosorum nipponicum Makino
4. Monachosorum subdigitatum (Blume) Kuhn
5. Monachosorum ×arakii Tagawa
6. Monachosorum ×flagellare (Makino) Hayata

## Sinonimi
- Monachosorella Hayata
- Ptilopteris Hance